# Красильщик, Исаак Матвеевич
Исаа́к Матве́евич Краси́льщик (Ицик Мойшевич Красильщик; апрель 1857 или 14 апреля 1857, Кишинёв, Бессарабская область — 3 ноября 1920 или 16 ноября 1920, Кишинёв) — русский энтомолог.

## Биография
Родился 14 апреля 1857 года в Кишинёве в семье купца третьей гильдии Мойше (Мошко) Мееровича Красильщика (1826—?), ювелира и часовых дел мастера, и Рони Абрамовны Красильщик (1834—?); ювелирный и часовой магазин Красильщика располагался на Пушкинской улице. Окончил гимназию там же. Учился на естественном отделении физико‑математического факультета Императорского Новороссийского университета в Одессе, защитил докторскую диссертацию «К истории развития и систематизации Politoma Ehrenberg» в 1882 году. Создал при Новороссийском университете завод-лабораторию по выращиванию мюскардины (Entomophthora anisopliae Metschn. 1879) — гриба, вызывающего зелёную мускардину хлебного жука (1886—1888).
C 1883 года был расследователем-экспертом Одесской филлоксерной комиссии, в трудах которой принимал активное участие. Кроме того, Красильщик изучал вспышки саранчи в дельте Дуная.
В 1904 году основал в Кишинёве «Бессарабское общество естествоиспытателей и любителей естествознания» при Зоологическом сельскохозяйственном и кустарном музее Бессарабского губернского земства. В 1911 году организовал в Кишинёве биоэнтомологическую станцию, которой заведовал по 1915 год.
Из многочисленных научных работ Красильщика необходимо отметить: «К истории развития и систематике рода Polytoma Ehrenberg» («Записки Новороссийского общества естествоиспытателей», 1882; то же в «Zoologischer Anzeiger», 1882); «Грибные болезни, как средство в борьбе с насекомыми, повреждающими свекловичные плантации» (монография, «Западное киевское отделение Императорского русского технологического общества», 1885), «Борьба с вредными насекомыми» («Русская Мысль», 1886, № 2); «Борьба с филлоксерою» («Северный вестник», 1889), несколько статей во французских специальных изданиях.

## Семья
Первая жена (до 5 февраля 1889) — София Красильщик.
- Дочь — Любовь (Евгения) Исааковна Красильщик (24 сентября 1885, Одесса[6] — 1964, Москва), пианистка и музыкальный педагог, антропософ «первого призыва», ближайшая подруга Клавдии Николаевны Бугаевой (жены писателя Андрея Белого), была замужем за антропософом Трифоном Трапезниковым[7].

Вторая жена (с 10 февраля 1891 года) — Рахиль Менделевна Фукельман (в первом браке Рейс, в поздних документах Роза и Раиса Михайловна Красильщик, 1868—?), дочь бессарабского купца второй гильдии Менделя Лейбовича Фукельмана (ум. 1906); дети её сестры — генетик Борис Самойлович Эфрусси и музыкальный педагог Елена Самойловна Эфрусси.
- Сын — Михаил Исаакович Красильщик (1 мая 1892, Кишинёв — 1959, там же)[8][9], хирург, доктор медицинских наук, профессор кафедры госпитальной хирургии Кишинёвского медицинского института, заведующий хирургическим отделением Кишинёвской Еврейской больницы (до 1941 года) и 2-й городской больницы (до 1959 года); автор трудов по хирургическим вмешательствам на щитовидной железе.
- Сыновья — Александр Исаакович Красильщик (12 октября 1893, Кишинёв — 30 ноября 1936, Плоешти) и Леонид Исаакович Красильщик (3 ноября 1904 — ?).
- Дочь — Зинаида Исааковна Красильщик (1896—1949), преподаватель Экономического института красной профессуры при ЦИК СССР в Москве, ректор Пермского педагогического института (1932) и Пермского государственного университета (1932—1933); репрессирована[10][11][12].

## Публикации
- К  истории  развития  и  систематике  рода  Polytoma Ehr.: Исследование о P. uvella Ehr. и P. spіcata n. sp. Одесса: Типография П. А. Зелёного (бывш. Г. Ульриха), 1882.
- Грибные болезни, как средство в борьбе с насекомыми, повреждающими свекловичные плантации. Западное киевское отделение Императорского русского технологического общества, 1885.
- Материалы к естественной истории и систематике флагеллат:  Исследование о Gercobodo lacіnіaegerens nov. gen. et nov. sp. Одесса:  Типография «Одесского  вестника»,  1886.
- О грибных болезнях у насекомых: С приложением описания двух новых для виноградных кустов в Бессарабии грибных болезней. Одесса: Типография «Одесского вестника», 1886.
- О системе в исследовании виноградников при сплошных осмотрах. Одесса: Издательство Одесской филлоксерной комиссии. Типография Е. Фесенка, 1888.
- Бродильные грибки и их влияние на улучшение качества виноградного вина. СПб, 1891.
- Отчёт о работах по борьбе с филлоксерою и исследованию виноградников в Кишинёвском  уезде в 1893 году. Одесса: Типография Е. И. Фесенка, 1894.
- Саранча в  дельте Дуная: Предварительный отчёт о поездке весною 1886 г. для исследования саранчи в Измаильском уезде и в Румынии. Одесса: Типография «Славянская» H. Хрисогелоса, 1886.
- Новые споровики, вызывающие болезни и смертность у насекомых. Кишинёв: Типография Бессарабского губернского правления, 1908.
- К вопросу о дезинфекции растений путём окуривания: Дезинфекция окоренённых виноградных саженцев от филлоксеры. СПб, 1909.
- Некоторые данные из морфологии и биологии яблонной плодожорки (Sarpocapsa pomonella L.) и сливовой плодожорки (Sarpocapsa funebrana Tr.) (с Н. Н. Витковским). Кишинёв: Типография Бессарабского губернского правления, 1912.
- Критическое выступление г. Шевырева: Ответ И. М. Красильщика. Литотипография Ю. И. Гузика, 1913.